# Reino humano (budismo)
En el budismo, el Reino humano (o el Reino de los Hombres) es el tipo de existencia que tienen los seres humanos y se trata de uno de los seis reinos del samsara (reinos de existencia) por los cuales deambula la conciencia, un nacimiento tras otro, en el ciclo conocido como samsara.
El Reino humano se diferencia de los demás reinos porque es el único en el que se alberga la posibilidad de alcanzar la iluminación plena o nirvana, al presentar este reino la capacidad de darnos discernimiento que nos entrega la opción de poder seguir el Dharma, y darnos la opción de presentar estados emocionales (que comprenden tanto alegría como sufrimiento y necesidades); lo que da la posibilidad y nos llevaría a la necesidad de buscar el camino de la iluminación en esta vida.
Junto con el reino de los animales constituyen los dos reinos de existencia terrena visible, aunque se acepta que seres de los otros cuatro reinos pueden cohabitar el mismo espacio, aunque de ordinario no resulte posible interactuar con ellos.
En términos muy aproximados se dice que los seres humanos tienen una esperanza de vida del orden de cien años, en contraste con otros tipos de existencias que permiten vidas muchísimo más prolongadas en los otros reinos.
Dada la peculiaridad de este reino, en el sentido que para alcanzar la budeidad, el ser debe completar su realización en él, usualmente se habla del "precioso cuerpo humano" para referirse a esta cualidad singular. Según la tradición tibetana, la probabilidad de nacer en el reino humano es inferior a la de que una tortuga ciega emerja a la superficie justo cuando su cabeza se encuentre exactamente en el centro de un anillo flotador que está a la deriva.